# Phrurolithus hamdeokensis
Espèce
Phrurolithus hamdeokensis est une espèce d'araignées aranéomorphes de la famille des Phrurolithidae.

## Distribution
Cette espèce se rencontre en Corée du Sud, en Chine au Hebei et au Shanxi et en Russie en Primorié et en Bouriatie,,.

## Étymologie
Son nom d'espèce, composé de hamdeok et du suffixe latin -ensis, « qui vit dans, qui habite », lui a été donné en référence au lieu de sa découverte, Hamdeok.

## Publication originale
- Seo, 1988 : Classification of genus Phrurolithus (Araneae: Clubionidae) from Korea. Journal of the Institute of Natural Sciences, Keimyung University, vol. 7, p. 79-90.